# Anthospermum pachyrrhizum
Anthospermum pachyrrhizum är en måreväxtart som beskrevs av William Philip Hiern. Anthospermum pachyrrhizum ingår i släktet Anthospermum och familjen måreväxter. Inga underarter finns listade i Catalogue of Life.